# پاتریشیا گلدمن راکیک
پاتریشیا گلدمن راکیک (‎/rəˈkiːʃ/‎ rə-KEESH née Shoer؛ ۲۲ آوریل ۱۹۳۷ – ۳۱ ژوئیه، ۲۰۰۳) استاد آمریکایی علوم اعصاب، عصب‌شناسی، روان‌پزشکی و روان‌شناسی در دانشکده پزشکی دانشگاه ییل او همچنین پیشگام تحقیقات چند رشته‌ای قشر جلوی مغز و حافظه کاری بود.

## دوران اولیه زندگی و تحصیل
پاتریشیا شوئر در سالم، ماساچوست به دنیا آمد. پدرش، ایروینگ شوئر، پسر مهاجران لتونیایی و مادرش، جنی پرل، یک مهاجر روسی بود. او در پیبادی، ماساچوست بزرگ شد و در دبیرستان پی بادی تحصیل کرد. گلدمن راکیک مدرک لیسانس خود را در سال ۱۹۵۹ در رشته نوروبیولوژی از کالج واسر و دکترای خود را از دانشگاه کالیفرنیا در لس آنجلس در رشته روان‌شناسی رشد تجربی در سال ۱۹۶۳ دریافت کرد.
گلدمن راکیک پس از گذراندن دوره‌های فوق دکترا در دانشگاه UCLA و دانشگاه نیویورک، در مؤسسه ملی سلامت روان در زمینه عصب‌روان‌شناسی از سال ۱۹۶۵ و بعداً به‌عنوان رئیس زیست‌شناسی عصبی رشدی از ۱۹۷۵–۱۹۷۹ کار کرد. او در سال ۱۹۷۹ به دانشکده پزشکی ییل رفت و تا زمان مرگش نیز در آنجا فعالیت کرد. او استاد یوجین هیگینز در رشته علوم اعصاب در دپارتمان نوروبیولوژی و همچنین دارای انتصابات مشترک در دپارتمان‌های روان‌پزشکی، نورولوژی (عصب‌شناسی) و روان‌شناسی بود. در سال ۱۹۸۸ به او کمک مالی ۶ میلیون دلاری برای تأسیس مرکز تحقیقات علوم اعصاب در ییل اعطا شد.

## تحقیقات
گلدمن-راکیک اولین کسی بود که مدارهای قشر پیش‌پیشانی و ارتباط آن با حافظه کاری را کشف و توصیف کرد. پیش از این، دانشمندان تصور می‌کردند که عملکردهای شناختی بالاتر قشر پیش‌پیشانی خارج از محدوده مطالعات علمی هستند. تحقیقات گلدمن-راکیک نشان داد که روش‌های مورد استفاده برای مطالعه قشرهای حسی می‌توانند به مناطق بالاتر قشر پیش‌پیشانی نیز تطبیق داده شوند و اساس مدارهای عصبی مربوط به عملکردهای شناختی بالاتر را آشکار کنند. به‌دلیل تحقیقات گلدمن-راکیک، دانشمندان شروع به درک بهتر اساس نوروبیولوژیکی عملکردهای شناختی بالاتر و اختلالاتی مانند اسکیزوفرنی، آلزایمر، اختلال بیش فعالی کمبود توجه (ADHD)، فلج مغزی، بیماری پارکینسون و زوال عقل کردند. او از یک رویکرد چند رشته‌ای استفاده کرد و از تکنیک‌های بیوشیمیایی، الکتروفیزیولوژیک، دارویی، تشریحی و رفتاری برای مطالعه حافظه کاری استفاده کرد. او پیشگام اولین مطالعات تأثیر دوپامین بر عملکرد قشر جلوی مغز بود، تحقیقاتی که بر درک دانشمندان از اسکیزوفرنی، ADHD و بیماری پارکینسون تأثیر گذاشت. مقاله مروری دربارهٔ کار و زندگی او به ویژه نقش او در آموزش و رشد زنان دانشمند، را می‌توان در مجله نورون به چاپ رسید.
گلدمن-راکیک بیش از ۳۰۰ مقاله علمی را تألیف و ۳ کتاب را نیز ویرایش کرد. او به همراه همسرش  پاسکو راکیک، نشریه تخصصی آکسفورد پرس را بنیان‌گذاری کرد. او در اوایل کارش، ظرفیت مغز برای ترمیم خود را در مراحل اولیه رشد مطالعه کرد و یکی از اولین کسانی بود که از ردیاب‌های رادیواکتیو برای بررسی این پدیده بهره برد.
او در تحقیقات خود از ثبت‌های میکروالکترودی استفاده کرد و این تصور سنتی را به چالش کشید که حافظه در لوب پیشانی دخالت ندارد. گلدمن-راکیک ادعا کرد که حافظه کاری در ساختار متناسب با خودش و جدا از حافظه بلندمدت قرار دارد.

## زندگی شخصی
گلدمن-راکیک دو خواهر داشت:  روث راپاپورت، که خواهر دوقلوی همسان او بود، و  لیندا فیت شوئر. او با  لارنس گلدمن ازدواج کرد اما بعدها از او جدا شد. سپس در سال ۱۹۷۹ با پاسکو راکیک، که او نیز یک دانشمند علوم اعصاب بود، ازدواج کرد.